# Wezerhaven
De Wezerhaven is een kleine insteekhaven in de Rotterdamse Europoort aan het Calandkanaal. Aan de zuidkant van de haven is Exxon Mobil Chemical Holland gevestigd en aan de westzijde Caldic Chemie.